# 1re division d'infanterie (Afrique du Sud)
Pour les articles homonymes, voir 1re division.
La 1re division d'infanterie sud-africaine est une division d'infanterie de l'armée de terre sud-africaine qui combattit durant la seconde guerre mondiale.

## Histoire
La division fut formée 13 août 1940 en Afrique du Sud avec son QG à l'université militaire sud-africaine. Après trois années de guerre en Afrique, le 1er janvier 1943 la division est revenue en Afrique du Sud pour servir de noyau pour le projet des deux futures divisions blindée sud-africaine.
Les généraux en chef de sa division furent :
- du 13 août 1940 au 10 mars 1942 : George Brink ;
- du 10 mars 1942 au 1er janvier 1943 : Dan Pienaar.

Elle est récrée brièvement entre 1948 et 1949.

## Composition

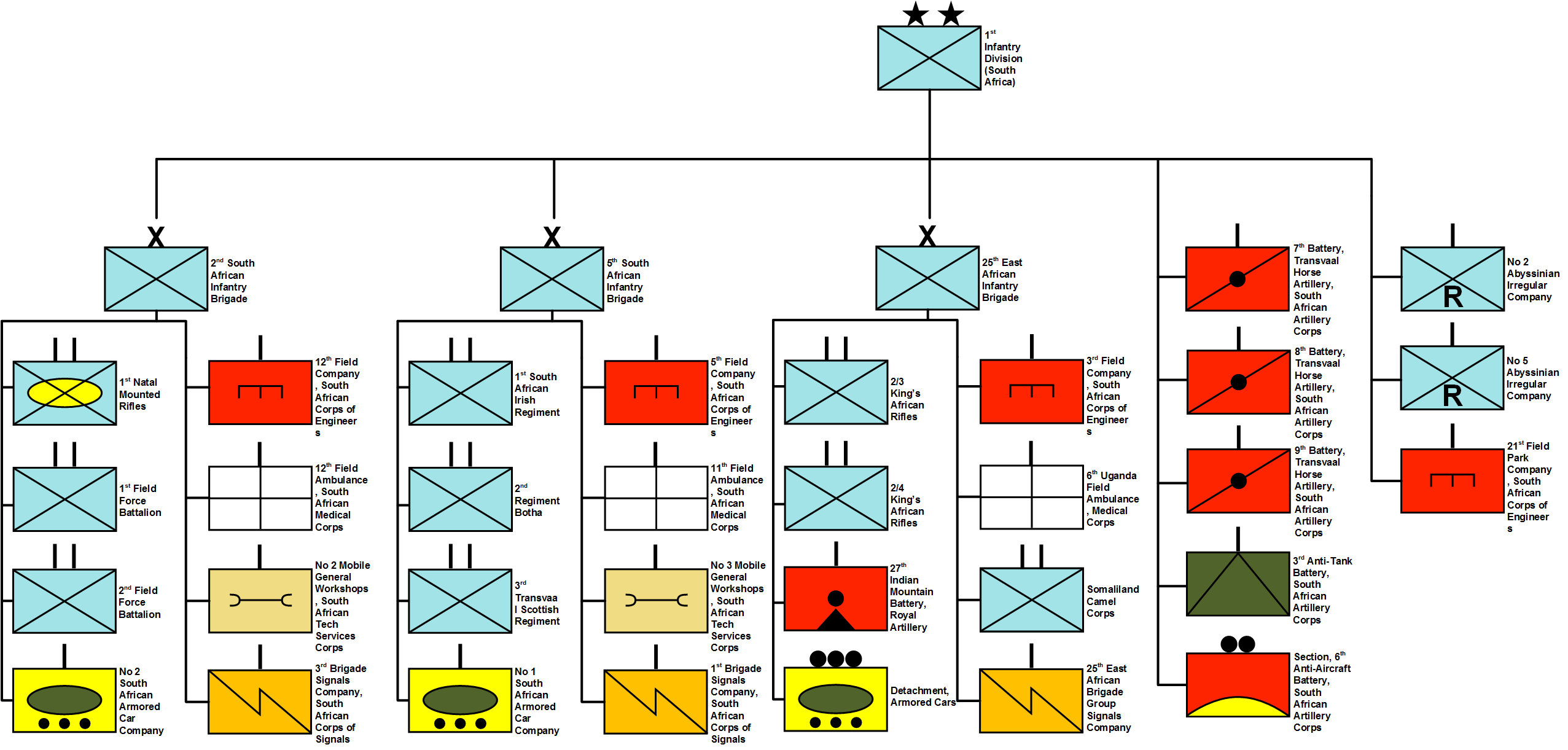
Ordre de bataille le 1er janvier 1941.

Durant son existence, la 1re division d'infanterie eut différentes structures. Celle représentée ici fut celle utilisée lors de la bataille d'El Alamein en 1942 car c'est sur ce théâtre qu'elle joua le rôle le plus important au sein de la 8e armée britannique.
- I Brigade d'infanterie sud-africaine :
  - 1st Duke of Edinburgh's Own Rifles ;
  - 1st Royal Natal Carabineers ;
  - 1st Transvaal Scottish Regiment ou Transvaal Scottish ;
- II Brigade d'infanterie sud-africaine :
  - 1st Cape Town Highlanders Regiment ou Cape Town Highlanders ;
  - 1st Natal Mounted Rifles ;
  - 1st/2nd Field Force Battalion ;
- III brigade d'infanterie sud-africaine :
  - 1st Imperial Light Horse ;
  - 1st Rand Light Infantry ;
  - 1st Royal Durban Light Infantry ;
- 3e régiment de reconnaissance sud-africain d'automitrailleuses :
- Un bataillon d'automitrailleuse consiste en :
  - B Company, Die Middellandse Regiment
  - Régiment du Président Steyn
- Régiment d'artillerie de campagne :
  - 1er régiment de campagne, Cape Field Artillery, South African Artillery
  - 4e régiment de campagne, South African Artillery
  - 7e régiment de campagne, South African Artillery
- 1er régiment léger anti-aérien, South African Artillery
- 1er régiment anti-char, South African Artillery

## Théâtres d'opérations
Les théâtres d'opération où combattit la division furent les suivants :
- Afrique du Sud : du 13 août 1940 au 4 novembre 1940 ;
- Sur mer : du 4 novembre 1940 au 11 novembre 1940 ;
- Est de l'Afrique : du 11 novembre 1940 au 13 janvier 1941 ;
- Abyssinie : du 13 janvier 1941 au 8 mars 1941 ;
- Afrique de l'est : du 8 mars 1941 au 21 avril 1941 ;
- Sur mer : du 22 avril 1941 au 3 mai 1941 ;
- Égypte : du 3 mai 1941 au 18 novembre 1941 ;
- Libye : du 18 novembre 1941 au 12 décembre 1941 ;
- Égypte : du 12 décembre 1941 au 30 janvier 1942 ;
- Libye : du 30 janvier 1942 au 15 juin 1942 ;
- Égypte : du 15 juin 1942 au 1er janvier 1943

## Batailles et actions de la division
Voici les batailles auxquels pris part la division :

### 1941
- El Yibo : du 16 au 18 janvier ;
- Turbi Road : du 24 au 25 janvier ;
- Gorai : le 1er février;
- El Gumu : le 1er février;
- Hobok : le 2 février ;
- Banno : du 8 au 9 février ;
- Yavello Road : le 15 février ;
- Mega : du 15 au 18 février ;
- Tobrouk : du 18 novembre au 10 décembre.

### 1942
- Bataille de Gazala : du 26 mai au 21 juin ;
- Mersa Matrouh : du 26 au 30 juin ;
- Première bataille d'El Alamein : du 1er au 27 juillet ;
- Tel el Eisa : du 10 au 11 juillet ;
- Deuxième bataille d'El Alamein : du 23 octobre au 4 novembre.